# Gare de Logelbach
Gare de Logelbach vasútállomás Franciaországban, Wintzenheim településen.

## Vasútvonalak
Az állomást az alábbi vasútvonalak érintik:
- Colmar–Metzeral-vasútvonal

## Kapcsolódó állomások
A vasútállomáshoz az alábbi állomások vannak a legközelebb:
- Gare de Colmar-Mésanges
- Gare d’Ingersheim